# Geschäftshäuser Domsheide 4 und 5

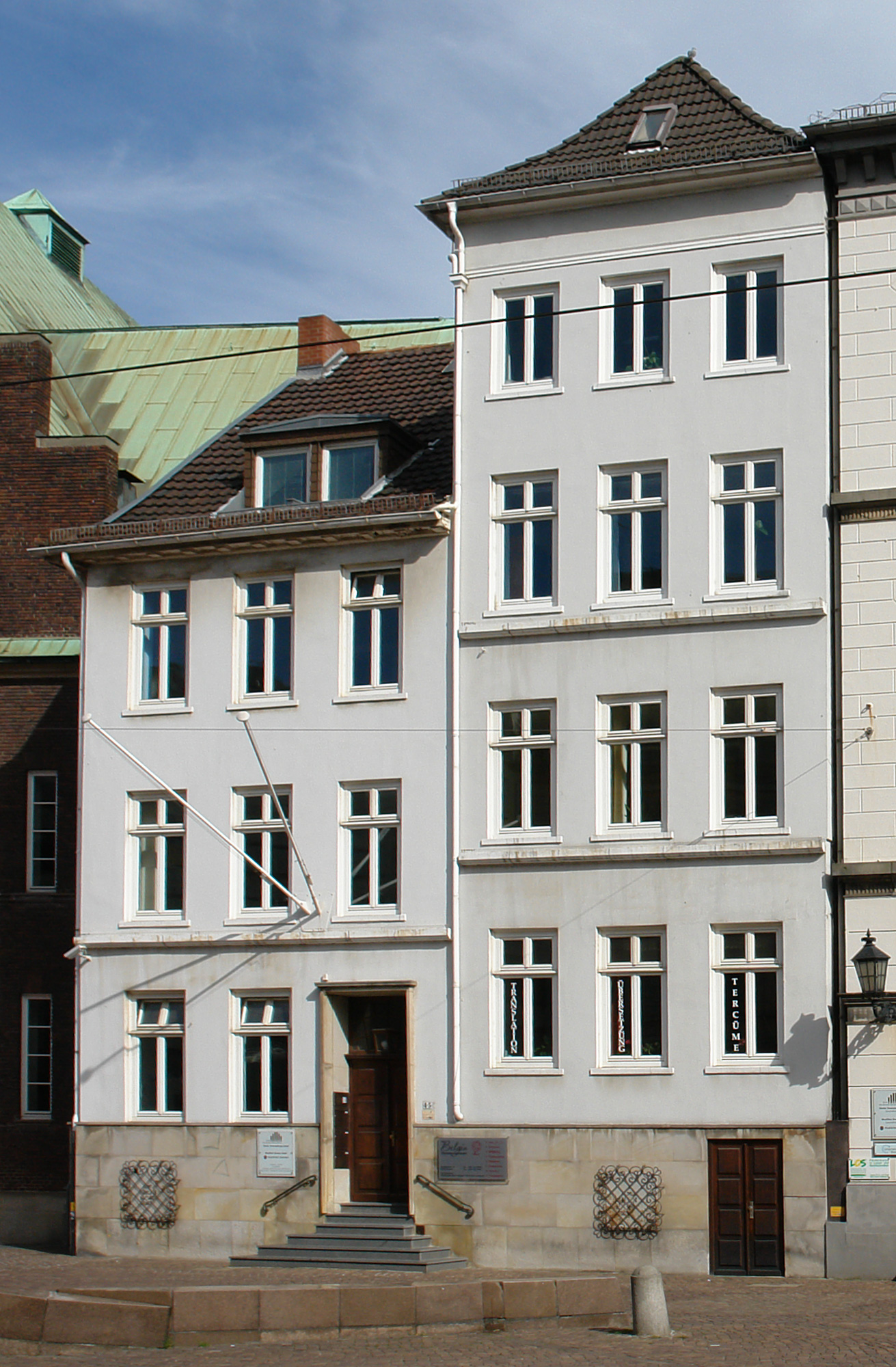
Domsheide 4 und 5

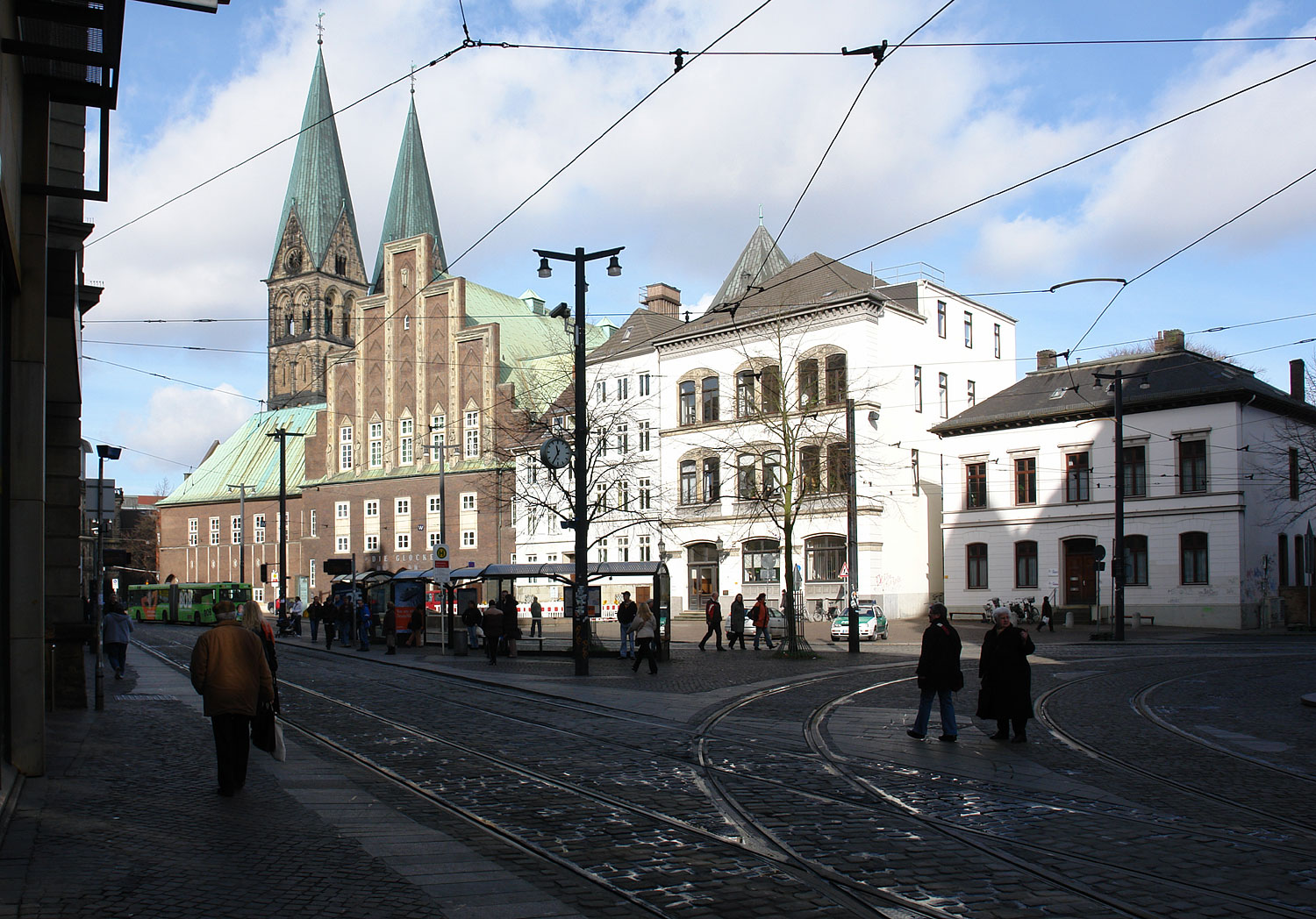
Dominsel mit Dom, Kapitelhaus, Die Glocke, den beiden Geschäftshäuser, Haus Kulenkampff und dem ehem. Pfarrhaus

Die beiden Geschäftshäuser Domsheide 4 und 5 befindet sich in Bremen, Stadtteil Mitte, Domsheide 4 und 5. Sie entstanden im 19. Jahrhundert.
Die Gebäude stehen als Teil des Ensembles Dominsel seit 1973 unter Bremer Denkmalschutz.

## Geschichte
Die Dominsel zwischen Domshof, Sandstraße, Violenstraße, Domsheide und Dom kam gemäß dem Reichsdeputationshauptschluss von 1803 zu Bremen. In der ersten Hälfte des 19. Jahrhunderts entstanden die ersten klassizistischen und dann historisierenden Pfarr- und Geschäftshäuser. 
Das fünfgeschossige (Nr. 4) bzw. dreigeschossige (Nr. 5), dreiachsige, verputzte, schlichte Geschäftshaus Domsheide 4 bzw. 5 mit einem Walmdach und dem auskragenden Gesims wurden in der Epoche des Historismus neben dem Haus Kulenkampff gebaut. Die Häuser gehören der Domgemeinde Bremen.

Heute (2018) befinden sich in den Häusern Räume der Glocke, des Bremer Musikfestes sowie andere Büroräume.
Das geschützte Ensemble der Dominsel besteht zudem aus St.-Petri-Dom mit dem Dom-Museum (romanische und gotische Anbauten), Predigerhäuser der Domgemeinde, Küsterhaus der Domgemeinde, Gemeindehaus, Die Glocke, Kapitelhaus der Domgemeinde, Haus Kulenkampff und den beiden Geschäftshäusern Domsheide 4 und 5 sowie dem Bismarck-Denkmal mit dem Reiterstandbild Otto von Bismarck und dem Turmbläserbrunnen.